# Wicko (jezioro)
Wicko (niem. Vietzker See) – jezioro przybrzeżne na Wybrzeżu Koszalińskim, położone w gminie Postomino, w powiecie sławieńskim, w województwie zachodniopomorskim, do 1998 słupskim. Dawna zatoka morska oddzielona od Bałtyku lesistą mierzeją. W okolicach jeziora znajduje się lotnisko. Jezioro w całości znajduje się na terenach Obszaru Chronionego Krajobrazu „Pas Pobrzeża na Zachód od Ustki”. Zasilają go rzeczki Klasztorna, Świdnik.

## Podstawowe dane statystyczne
- Powierzchnia 1 058,9 ha[3]
- Wysokość lustra wody 0,2 m n.p.m.
- Głębokość maksymalna 6,1m[3] (zjawisko kryptodepresji)

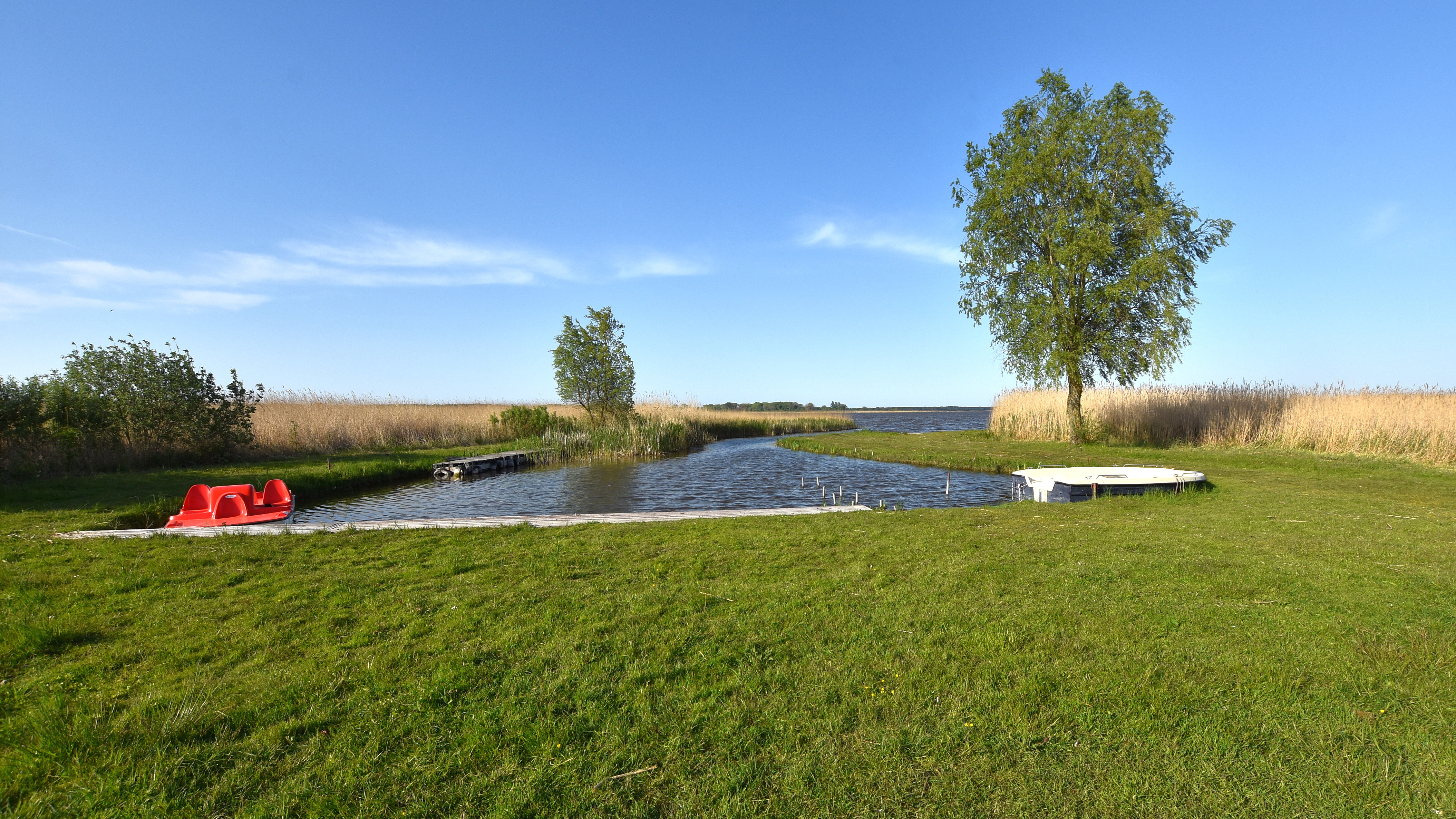
Przystań w Jezierzanach
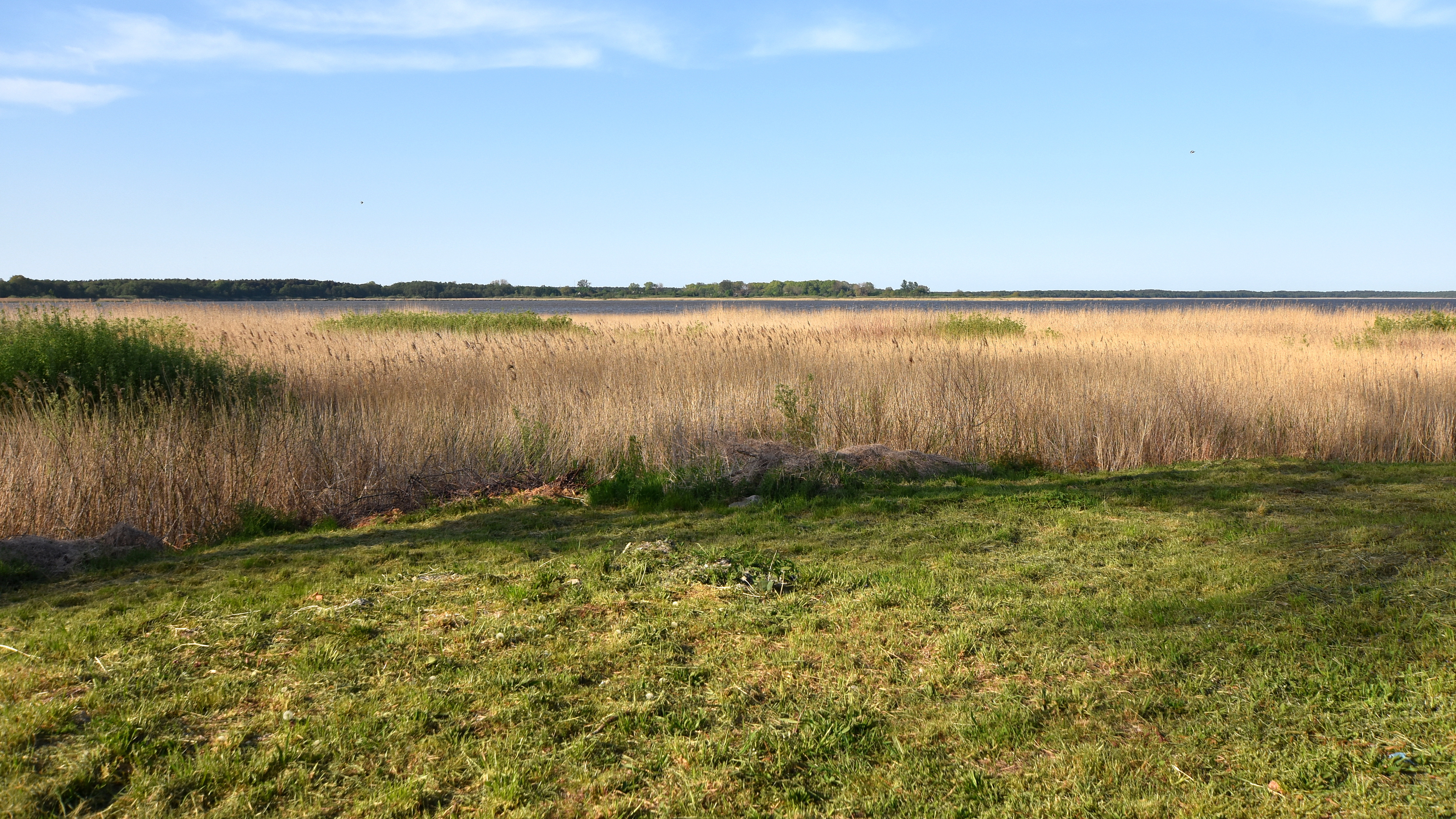
Jezioro Wicko w Jezierzanach